# Diabrotica sinuata
Diabrotica sinuata is een keversoort uit de familie bladkevers (Chrysomelidae). De wetenschappelijke naam van de soort werd in 1789 gepubliceerd door Guillaume-Antoine Olivier.

## Synoniemen
- Diabrotica brunneosignata Jacoby, 1887[2]